# Artjom Wladimirowitsch Makarenko
Artjom Wladimirowitsch Makarenko (russisch Артём Владимирович Макаренко, engl. Transkription Artem Vladimirovich Makarenko; * 23. April 1997) ist ein russischer Zehnkämpfer, der auch im 110-Meter-Hürdenlauf an den Start geht.

## Karriere
Erste Erfahrung bei internationalen Meisterschaften sammelte Artjom Makarenko im Jahr 2015, als er bei den Junioreneuropameisterschaften in Eskilstuna seinen Zehnkampf nach acht Bewerben vorzeitig beenden musste. 2019 bestritt er zwei Zehnkämpfe, einen davon beim Hypomeeting in Götzis und den anderen bei den U23-Europameisterschaften in Gävle, konnte aber keinen von beiden beenden. Bei den U23-Europameisterschaften ging er jedoch auch im 110-Meter-Hürdenlauf an den Start und belegte dort in 13,65 s den vierten Platz. Bereits zuvor nahm er im Hürdensprint an den Europaspielen in Minsk teil und wurde dort in 13,71 s Fünfter.
2018 wurde Makarenko russischer Meister im Zehnkampf sowie 2018 und 2020 Hallenmeister im Siebenkampf.

## Persönliche Bestleistungen
- 110 m Hürden: 13,57 s (+0,7 m/s), 12. Juli 2019 in Gävle
  - 60 m Hürden (Halle): 7,55 s, 9. Februar 2020 in Moskau
- Zehnkampf: 8112 Punkte, 10. Juni 2017 in Smolensk
  - Siebenkampf (Halle): 6320 Punkte, 17. Februar 2020 in Kirow